# شکلارکا شلانسکا
شکلارکا شلانسکا (به لهستانی:  Szklarka Śląska) یک روستا در لهستان است که در گمینا سوشنگه واقع شده‌است.